# بليسي دوفال
بليسي دوفال هو عسكري وسياسي فرنسي، ولد في 4 سبتمبر 1739 في أبفيل في فرنسا، وتوفي في 17 يناير 1803 في مونترويل في فرنسا. انتخب عضو المجلس العام ‏ (1800 – 1803).